# Stroumyani
Stroumyani (Струмяни en bulgare) est un village du sud-ouest de la Bulgarie.

## Géographie
Le village de Stroumyani est situé dans le sud-ouest de la Bulgarie, à 143 km au sud de Sofia. Il s'étend sur les premières pentes occidentales de la montagne Pirin, juste au-dessus de la vallée au fond de la vallée étroite au fond de laquelle coule le fleuve Strouma (dont est dérivé le nom du village).
Le village de Stroumyani est le chef-lieu de la commune de Stroumyani.

## Histoire
Le village de Stroumyani a été formé, en 1970, par la fusion des villages de Gara Ograjdén et de Mikrévo. Ultérieurement, ce dernier a été, à nouveau, dissocié en tant que village autonome.